# Nina Khanna
Nina Khanna Gremmelmaier (* 1975 in Basel) ist eine Schweizer Medizinerin und Infektiologin. Sie ist Klinische Professorin für Infektiologie an der Universität Basel und Chefärztin an der Klinik für Infektiologie des Universitätsspitals Basel. Sie beschäftigt sich mit der Erforschung neuartiger Therapiestrategien bei schweren Infektionen u. a. bei immunsupprimierten Patientinnen/Patienten mit virusspezifischen T-Zell-Therapien und Antibiotikaresistenzen (multiresistente Keime) und ihre Bekämpfung mit so genannten Designerzellen.

## Werdegang
Nina Khanna wurde 1975 in Basel geboren und absolvierte ein Medizinstudium an den Universitäten Freiburg und Basel, das sie 2001 abschloss. Für ihre Dissertation im Jahr 2002 forschte sie auf dem Gebiet der – zu dieser Zeit – noch neuen HIV-Therapien. Ihre fachärztlichen Ausbildungen in Innerer Medizin, Infektiologie und Epidemiologie erhielt sie ebenfalls an der Universität Basel, daneben war sie als Assistenzärztin in Baden und Zürich tätig. Als Postdoktorandin forschte sie 2006 bis 2008 im Departement Biomedizin der Uni Basel im Bereich Transplantationsvirologie sowie 2008 bis 2010 am Universitätsklinikum Würzburg im Bereich Gen- und Immuntherapie.
Im Jahr 2012 übernahm Nina Khanna die stellvertretende Leitung des Forschungslabors Infection Biology am Universitätsspital Basel, seit 2013 dessen Leitung. Für ihr Forschungsprojekt zur Immunabwehr immunsupprimierter Personen gegen Pilzinfektionen wurde sie 2012 mit dem Ambizione-Forschungsbeitrag des Schweizerischen Nationalfonds gefördert.
Sie ist gleichzeitig Forschungsgruppenleiterin im Departement Klinische Forschung und im Departement Biomedizin der Universität Basel sowie Chefärztin der Klinik für Infektiologie am Universitätsspital Basel. Ab 2015 leitete sie den Konsiliardienst und die ambulante Infektiologie mit und baute die Zusammenarbeit mit der Klinik für Hämatologie im Bereich der Transplantationsinfektiologie aus. 2015 initiierte Nina Khanna die erste Klinische Phase-I / II-Studie (Clin Trials ID NCT02007356) zum adoptiven Transfer von virus-spezifischen T-Zellen nach allogener Stammzelltransplantation. Sie ist stellvertretende Direktorin des Nationalen Forschungsschwerpunkts (NCCR) AntiResist und Co-Leiterin des Innovationsfokus Zelltherapie des Universitätsspitals Basel.
2017 wurde sie zur Titularprofessorin für Infektiologie an der Universität Basel ernannt. Für ihre Arbeiten zur Wirksamkeit so genannter immunomimetischer Designerzellen, die antibiotikaresistente Bakterien – z. B. Staphylococcus aureus – im Körper aufspüren und zerstören können, wurde sie 2019 mit dem Wissenschaftspreis der Stadt Basel ausgezeichnet.
2024 ernannte die Universität Basel sie zur Klinischen Professorin für Infektiologie. Seit 1. Juni 2024 ist sie Chefärztin an der Klinik für Infektiologie und Leiterin der Klinischen Infektiologie am Universitätsspital Basel.
Nina Khanna ist verheiratet und Mutter zweier Kinder.